# Arabel
Arabel — тривимірний радар (радіолокаційна станція) з електронним скануванням простору виробництва французької групи Thales. Радар Arabel входить до складу зенітних ракетних комплексів, оснащених зенітними ракетами Aster; він знаходиться на озброєнні ВПС і ВМС Франції, армії Італії та Королівського флоту Саудівської Аравії. Його військово-морською версією, зокрема, оснащені фрегати типу La Fayette та авіаносець Charles de Gaulle.

## Історія

### Розробка
Розробка радара Arabel бере свій початок з угоди в розмірі 1,5 млн. франків, укладеної у 1982 році між Головним управлінням озброєнь Франції, Thomson-CSF і Aérospatiale про фінансування досліджень  щодо створення  радара для зенітного ракетного комплексу, оснащеного рекетами Aster. У 1988 році Arabel було обрано основним радаром протиповітряної оборони для майбутнього авіаносця Charles de Gaulle і майбутніх стелс-фрегатів типу Ла Файєт.

### Випробування та введення в експлуатацію
Експерименти з прототипами радара почалися в 1989 році, його остаточні характеристики були визначені в 1993 році. Перше випробування остаточної версії радара Arabel відбулося того ж року, а перша стрільба ракетами Aster, керованими  Arabel, відбулася в 1995 році . Випробування військово-морської версії проходили на борту дослідно-експериментального корабля Île d'Oléron з 1997 по 1999 рік, коли було успішно перехоплено ціль, що рухалася зі швидкістю близько 1 М на висоті 50 м.
Перший серійний радар Arabel було доставлено у 1997 році для встановлення на авіаносці Charles de Gaulle. Перше міжнародне замовлення (з Саудівської Аравії) відбулося того ж року. Перші Arabel у наземному варіанті, які входять до зенітних ракетних комплексів FSAF SAMP/T, були замовлені Францією та Італією в 1998 році. Остаточні замовлення на наземні системи для цих двох країн були розміщені через OCCAR у листопаді 2003 року.
У жовтні 2010 року Arabel, встановлений у Центрі ракетних випробувань DGA в Біскарроссі, дав змогу перехопити ціль, що імітувала балістичну ракету середньої дальності.

## Характеристики
Arabel — це тривимірний радар, оснащений обертовою пасивною фазованою антенною решіткою, що обертається зі швидкістю 60 1/хв. Його промінь, шириною 2° по азимуту, може охоплювати до 70° по висоті. Радар працює в X-діапазоні. Частота сигналу може змінюватися більш ніж на 10% від діапазону можливих частот. Потужність, формат та інші характеристики сигналу контролюються комп'ютером  .
Одночасно радар може стежити за 50 цілями в усіх напрямках і дає змогу вражати кожну з них ракетою Aster. Це надає можливість протистояти атакам насичення, у тому числі в середовищі радіоелектронної боротьби.

### Військово-морська версія Arabel
Військово-морська версія Arabel використовується в складі комплексу SAAM, де вона застосовується з ракетами Aster 15. Вона дає змогу виявляти протикорабельні ракети, що рухаються зі швидкістю до 2,5 М і маневрують з прискореннями до 15 g , у тому числі в разі зближення на одному рівні з хвилями або атаки з пікірування. Окрім оборони від протикорабельних ракет, військово-морська версія Arabel надає й інші можливості протиповітряної оборони.
Антена радара повинна бути встановлена на висоті понад 25 метрів над рівнем моря . Систему можна інтегрувати навіть у легкі кораблі (водотоннажністю від 2000 т). 

### Сухопутна версія Arabel
Сухопутна версія Arabel використовується в складі зенітного ракетного комплексу FSAF SAMP/T, де вона використовується з ракетами Aster 15 або Aster 30. У порівнянні з військово-морською версією, радар має електроніку, адаптовану до кращих характеристик Aster 30, і забезпечує захист, у тому числі, від тактичних балістичних ракет,  протирадіолокаційних ракет та ракет, що наближаються на малій висоті.
Радар Arabel виконано у вигляді захищеного модуля з висувною антеною, установленого на вантажівці (як правило, Renault TRM 10000). Весь комплекс  FSAF SAMP/T можна транспортувати літаками Lockheed C-130 Hercules або C-160 Transall. Після розгортання комплекс готовий до роботи через 45 хвилин. Радар Arabel може керувати  чотирма пусковими установками ракет Aster, використовуючи схему передачі інформації  подвійним резервуванням.

## Оператори
- Франція :
  - Armée de l’air : FSAF SAMP/T [4],
  - Marine nationale : фрегати типу Ла Файєт,  авіаносець Charles de Gaulle[5].
- Італія :
  - Armée de terre : FSAF SAMP/T [6]
- Саудівська Аравія :
  - Marine royale : фрегати типу F 3000 S [5]